# Gong Lei (Handballspielerin)
Gong Lei (chinesisch 宫蕾, Pinyin Gōng Lěi; * 23. Januar 2000) ist eine chinesische Handballspielerin, die dem Kader der chinesischen Nationalmannschaft angehört.

## Karriere
Gong Lei spielte für die chinesische Mannschaft von Shandong. In der Saison 2022/23 trat die Kreisläuferin mit der chinesischen Mannschaft Phoenix, deren Kader identisch mit der chinesischen Nationalmannschaft war, in der höchsten russischen Spielklasse an. Gong Lei bestritt 29 Spiele für Phoenix, in denen sie 58 Treffer erzielte. Anschließend kehrte die Rechtshänderin zu Shandong zurück. Anfang des Jahres 2024 wurde sie vom russischen Erstligisten GK Tschernomorotschka unter Vertrag genommen. Im Sommer 2024 kehrte sie ein zweites Mal zu Shandong zurück.
Gong Lei gewann bei der Asienmeisterschaft 2022 die Bronzemedaille. Im darauffolgenden Jahr gewann sie bei den 19. Asienspielen in Hangzhou eine weitere Bronzemedaille. In den Jahren 2021 und 2023 nahm sie mit der chinesischen Auswahl an der Weltmeisterschaft teil.